# 江湖十八本 (贛劇)
江湖十八本，是贛劇对自家「看家戲」的一個總結。中國南方以高腔為主的戲種也多有「十八本」的說法，如婺劇、粵劇、川劇、湘劇等。
贛劇十八本：
| - 八義記 - 珍珠記 - 鸚鵡記 | - 十義記 - 古城會 - 定天山 | - 金貂記 - 三元記 - 長城記 | - 清風亭 - 烏盆記 - 白蛇記 | - 搖錢樹 - 青梅會 - 風波亭 | - 洛陽橋 - 龍鳳劍 - 賣水記 |

## 歷史淵源
關於贛劇「江湖十八本」的起源，《中國戲曲志·江西卷》認為「贛劇流行的地區，在明代主要唱弋陽腔，清初以後，保留在這裏的弋陽腔，因為戰爭的破壞而受到嚴重的摧殘，原來上演的連臺本戲大都失傳，只剩下玉山、弋陽、貴溪、萬年和波陽等地有所保留。這時在民間流傳的弋陽腔，被大多數人稱之為「高腔」，其中活躍在弋陽、萬年的高腔班，留下十八本高腔戲，以維持它的正常演出活動。」而《明代南戲聲腔源流考辨》認為「贛東北地區在清初流傳的弋陽腔，雖然盛行很久最後仍瀕於滅亡邊緣，這才與饒河班的亂彈戲合流，保留了弋陽腔的部分遺產——饒河高腔班的高腔從聲腔到劇碼均屬於明代弋陽腔的嫡派所傳。饒河班的高腔相傳有十八本老戲為其代表劇碼。在明代，弋陽腔的連臺本戲和傳奇戲多達八十餘本。而劇碼數量的減少，說明弋陽腔經過朝代更迭的浩劫，使其舊本大量失傳。至此，弋陽縣戲班憑著古老弋陽腔這塊招牌，首先打出了十八本正本戲的旗號，並且影響很多劇種建立自己的‘江湖十八本’作為爭取觀眾的競爭手段。」
結合二者觀點可知，贛劇「江湖十八本」的劇碼無爭議是嫡傳自明代弋陽腔，具體稱呼則出現於清初弋陽腔開始衰落後。但「江湖十八本」是否真有十八本，二者觀點不盡相同。《中國戲曲志·江西卷》認為十八本高腔戲劇碼確是存在於歷史上，而《源流考辨》認為十八本只是弋陽腔藝者為增強自身競爭力而編湊成的一套劇碼。但江西清代戲曲作家蔣士銓在其《西江祝嘏》中寫到：
(雜小帽布袍上) 演就掌中舞，操成壁上軍。酬神渾慣見，祝壽大新聞。來此是學宮了，不免進去。(見介) 班頭叩頭。(末) 你們叫什麼班? (雜) 敝班就做糊品班。(末) 怎講? (雜) 小的夥計三個，兩個掌線，一個打傢夥。三張口湊成一個品字，生意冷淡，只要糊得三張口就好。故此叫做糊品班。(末) 欠通，欠通。你們是什麼腔? 會幾本什麼戲? (雜) 昆腔、漢腔、弋陽、亂彈、廣東摸魚歌、山東姑娘腔、山西卷戲、河南鑼戲、連福建的鳥腔都會唱，江湖十八本，本本皆全。
文中蔣士銓確切寫道「江湖十八本，本本皆全」。周妙中結合蔣士銓的生平與《西江祝嘏》的創作手法，推斷該作應作於乾隆十六年（1751年） 左右。由此可知清朝中期江西已經流行「江湖十八本」的說法了，而此說的形成則應該位於清朝前期。
20世紀中期，海外陸續發現《詞林一枝》、《八能奏錦》、《玉谷調簧》、《樂府玉樹英》、《樂府萬象新》、《大明天下春》六件晚明海外劇碼選集孤本，六本劇碼均出自江西藝人之手，如黃文華、劉君錫、殷啟聖、龔正我、阮祥宇和匿名的「景居士」。而明朝嘉靖年間的書林詹氏進賢堂重刊《風月錦囊》，是目前中國發現的最古戲曲選本。孫崇濤考證此集也刻於江西，並有江西人所寫序言。
諸如《古城記》、《三國記》、《青梅記》、《金貂記》、《珍珠記》、《白袍記》、《長城記》、《十義記》等劇碼多次出現在江西藝者所作的戲曲選本中，這表明此寫劇碼於明朝時期在江西已有演出市場。現存贛劇「江湖十八本」大多沿自上述明刊本劇碼，內容上也基本一致，只是表現語句更加本地化。例如：
《新水令》：想真容，未寫淚先流，要相逢不能夠。淚眼描來易，愁容寫出難。全憑著這枝筆，描不成畫不就，萬般愁。親喪荒丘。要相逢，則除非是魂夢中有。
《三仙橋》：提筆未寫淚先流，要相逢不能得夠。正是淚眼描來易，愁容想斷腸。畫真容全憑著這一管筆，描不成畫不就，萬般愁。伯喈夫，自你去後，陳留饑荒三載，你那爹娘雙雙餓殞，你那裏知也未知，曉也未曉，夫哇，那知道親喪在荒丘。要相逢，在那裏則除非是魂夢所有。
明·萬曆刊本《詞林一枝》的曲詞和今本之間的一致性可以證明贛劇「江湖十八本」的確是明代弋陽腔劇作的嫡傳後代。

## 戲碼品種
贛劇「江湖十八本」除表演承自南戲傳統的家庭劇題材之外，還有英雄演義等劇碼。《青梅會》、《古城會》出自《三國傳》；《定天山》出自《征東傳》；《風波亭》出自《岳飛傳》；《龍鳳劍》出自《封神傳》，等等。《源流考辨》一書通過不同區域的目連戲與後世形成的連臺本戲的比較研究認為，「連臺本戲的發展實際就是繼承和發展目連戲文的結果」。
弋陽腔的演出經常包含法事活動，贛東北即有「看大戲，做道士」的說法，弋陽縣老藝人還認為「弋陽腔是道士唱目連演變而來」。《中國戲曲志·江西卷》認為宋元時期在弋陽縣落腳的南戲，本來專演《目連救母》戲文，但後來受贛地宗教習俗的影響，戲文逐漸變化，最終形成具有江西特點的南戲，稱之「弋陽腔」。
《目連戲》是弋陽腔的傳統演出劇碼。宋元時期的《目連戲文》只有四本，表演羅卜修行救母的故事。因為英雄演義的思想流行，江西藝人便按照《目連戲》的結構，編演《三國傳》、《水許傳》、《征東傳》、《征西傳》、《岳飛傳》等大本戲，通稱「目連-連台-大本戲」。贛地戲班正以演出此些連臺本著稱，清朝小說《歧路燈》中的宋雲柚便說：「我今日來請看戲，江西相府班子，條子上寫《全本西遊記》。
清朝時期，弋陽腔在演出時常把連臺本戲拆開，抽出一本單獨演出，各類戲本打亂之後合稱「饒河高腔十八本」。江西東河戲玉合班有306年歷史，1952年散班，擅演高腔大戲，其劇碼就有《目連傳》、《西遊記》、《三國傳》、《鐵樹傳》、《封神傳》等，而且都是一本戲能演十天或十二天的連臺本戲。
幾百年來，贛劇一直保留著明代弋陽腔「目連戲」演出武打技藝的傳統。弋陽腔著重於撲跌翻打的武技表演，並使用大鑼大鼓製造熱烈氣氛，融說唱、舞蹈、武術、雜技於一爐。如兩軍對陣，雙方主帥先以簡單的刀槍交鋒，然後便轉為雜技表演，名之曰「清」或「打台」，開始雙方士卒齊齊翻撲，繼而逐個單翻，各顯技能，再是對打，有三節棍、九節鞭、竄椅子、大板凳等，甚至有時還加入竄火圈、三上吊、拋鋼叉等驚險動作。後因京劇的影響，逐漸只表演刀槍把子的武打動作。

## 腳注
1. ↑  中國戲曲志(江西卷)，100頁
2. ↑  流沙，明代南戲聲腔源流考辨，66頁，臺北，財團法人施合鄭民俗文化基金會，1988
3. ↑  蔣士銓，西江祝嘏，763頁，周妙中點校，北京，中華書局，1993
4. ↑  蔣士銓，蔣士銓戲曲集·序言，周妙中點校，北京，中華書局，1993
5. ↑  孫崇濤，風月錦囊考釋，11-12頁，北京，中華書局，2000
6. ↑  王秋桂，善本戲曲叢刊(第一輯) ，119頁，臺北，臺灣學生書局，1983
7. ↑  琵琶記曲譜( 贛劇青陽腔)，22-23頁，南昌，江西省贛劇院編，1961
8. ↑  流沙，明代南戲聲腔源流考辨，22頁
9. ↑  中國戲曲志(江西卷)，13頁
10. ↑  中國戲曲志(江西卷)，99頁
11. ↑  李綠園，歧路燈，84頁，欒星校注，鄭州，中州古籍出版社，1980
12. ↑  中國戲曲志（江西卷），22頁